# Yapen-Bulldoggfledermaus

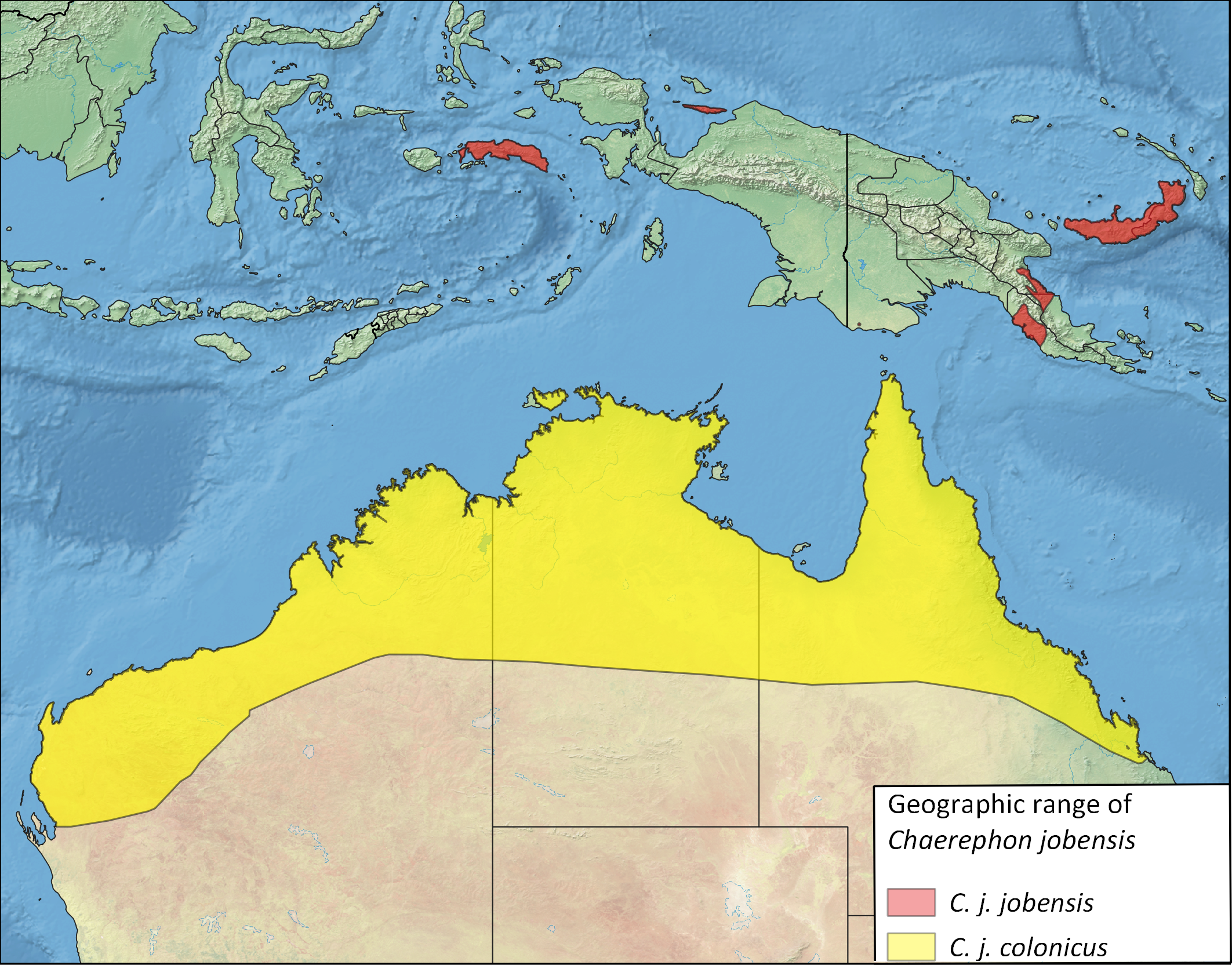
Verbreitungsgebiet der beiden Unterarten der Yapen-Bulldoggfledermaus

Die Yapen-Bulldoggfledermaus, auch Nordaustralische Bulldoggfledermaus genannt (Chaerephon jobensis, Synonyme: Nyctinomus jobensis und Nyctinomus plicatus colonicus) ist eine in der Australis vorkommende Fledermausart der Gattung der Freischwanzfledermäuse.

## Beschreibung
Die Kopf-Rumpflänge der Nominatform der Yapen-Bulldoggfledermaus beträgt etwa 52–71 mm, der aus der Schwanzflughaut herausragende Schwanz ist etwa 31 – 45 mm lang. Die Unterarmlänge beträgt etwa 43 – 50 mm. Das Gewicht beträgt 10,5 – 13,5 g. Die Unterart C. j. colonensis ist schwerer und größer als die Nominatform: das Gewicht beträgt etwa 20 – 30 g, die Kopf-Rumpflänge 80 – 90 mm und die Schwanzlänge 35 – 45 mm. Der Unterarm ist etwa 46 – 52 mm lang. Das kurze Fell ist oberseits dunkel grau-braun bis rot-braun gefärbt gefärbt. Die Bauchseite ist eher grau gefärbt. Die Lippen sind faltig, die Ohren durch einen Hautstreifen am Kopf miteinander verbunden.

## Systematik, Verbreitung & Gefährdung
Es werden zwei Unterarten unterschieden, die sich in Größe und Gewicht voneinander unterscheiden:
- Chaerephon jobensis jobensis (G. S. Miller, 1902) vorkommend auf Seram, Yapen, im Osten von Neuguinea und auf Neubritannien
- Chaerephon jobensis colonicus (Thomas, 1906) vorkommend in Nordaustralien von Geraldton in Westaustralien bis Rockhampton im Osten und auf den vorgelagerten Inseln

Die Salomonen-Bulldoggfledermaus sowie die Fidschi-Bulldoggfledermaus wurden ebenfalls als Yapen-Bulldoggfledermäuse betrachtet. Genetische Untersuchungen stützen die Arttrennung in drei verschiedene Arten.
Die Yapen-Bulldoggfledermaus gilt seitens der IUCN aufgrund des großen Verbreitungsgebiets, der vermutlich großen Population und der Vielzahl genutzter unterschiedlicher Habitate, darunter auch anthropogen bedingte, als nicht gefährdet (least concern).

## Lebensweise
Yapen-Bulldoggfledermäuse sind nachtaktiv und jagen im freien Luftraum über den Baumkronen Insekten. Die Fledermäuse kommen in unterschiedlichen Habitaten vor: in verschiedenen Waldtypen wie Regen-, Galerie-, Trocken- und Mangrovenwäldern, in Siedlungen sowie in landwirtschaftlich genutzten Flächen bis in 1.400 m Höhe ü. N.N. Sie wurden dabei beobachtet von künstlichen Lichtquellen angezogene Insekten wie z. B. Motten zu jagen. Quartiere befinden sich sowohl in Baum- und Felshöhlen, als auch in anthropogen geschaffenen Strukturen wie z. B. Brücken. Die Kolonien bestehen meist aus wenigen Tieren (etwa 10 – 15 Tiere), wobei selten auch kopfstarke Gruppen von etwa 300 Tieren gefunden werden. Die Quartiere werden meist schon während der Dämmerung verlassen. Die Echoortungsrufe liegen zwischen 16 und 23 kHz und sind somit für den Menschen teilweise hörbar. Zwischen Quartier und Jagdhabitaten können größere Distanzen liegen, die im schnellen Flug mit im Mittel etwa 24 km/h überwunden werden. Die Jungtiergeburt in den Wochenstuben findet etwa im Dezember statt, die Jungtiere werden im März, spätestens April selbstständig.

## Etymologie & Forschungsgeschichte
Der Holotypus wurde 1902 von Gerrit Smith Miller unter dem Namen Nyctinomus jobensis erstbeschrieben. Der Artname ist auf den Fundort des Holotypus, die Insel Yapen, zurückzuführen. Der Holotypus wurde durch Odoardo Beccari gesammelt. Das erste Exemplar der Unterart C. j. colonicus wurde durch W. Stalker gesammelt und durch Oldfield Thomas 1906 unter dem Namen Nyctinomus plicatus colonicus erstbeschrieben.